# Hrobka Josefa Hlávky
Hrobka Josefa Hlávky, českého architekta, stavitele a mecenáše, stojí na hřbitově v Přešticích, Hlávkově rodišti. Byla postavena podle jeho vlastního návrhu v roce 1887 v novogotickém slohu, výmalbu provedl vídeňský malíř Karel Jobst. Hrobka byla zařazena mezi kulturní památky České republiky.
Nachází se u obvodní zdi hřbitova při silnici na Klatovy. Jde o čtyřhrannou neomítnutou stavbu z kamene a cihel se sedlovou střechou. Zepředu je otevřena lomeným obloukem, štít zdobený křížem je zakončen nástavcem s kamennými květinami. Hrobku uzavírá kovová mříž. Interiér je vyzdoben biblickými výjevy namalovanými v nazaretském stylu. Zadní stranu pokrývá velký obraz Nanebevzetí Panny Marie, na pravé straně je 9 obrazů ze života Kristova, na levé straně 9 obrazů ze života Panny Marie. Uprostřed klenby je vyobrazen Kristus a symboly čtyř evangelistů. Na náhrobních deskách z červeného mramoru na bočních stěnách jsou vyryta jména zde pohřbených členů rodiny. Kromě Josefa Hlávky zde leží obě jeho manželky Marie a Zdeňka, matka Anna, bratr Antonín a rodiče jeho první ženy. Jeho druhá manželka si přála být pochována na Vyšehradě, ale Hlávka její přání nesplnil. Přál si, aby zůstali všichni tři společně. Proto i jeho nadace nese všechna tři jména – Nadání Josefa, Marie a Zdeňky Hlávkových.
Hlávkův pohřeb v roce 1908 byl velkou událostí. Po rozloučení v pražském panteonu Národního muzea byla rakev převezena nejprve do Lužan, kde v zámecké kapli proběhly další obřady, a teprve poté do Přeštic. Při ukládání ostatků do hrobky vystoupili i zpěváci Hlaholu.